# Бакърлък
Медни рид (до 29 юни 1942 г. Бакарлък, Бакърлък, често членувано Бакърлъкът или Бакърлъка) е рид в Югоизточна България, крайно североизточно разклонение на рида Босна от Странджа планина.

## Описание
Ридът се простира от северозапад на югоизток на 18 – 20 км, а ширината му е 3 – 5 км. На северозапад започва от нос Чукаля на южния бряг на Бургаския залив и завършва на югоизток при проломната долина на река Ропотамо, която го отделя от изолираното възвишение Китка (Узунджа баир). На запад долините на реките Росенска (ляв приток на Ропотамо) и Отманлии (влива се в Циганския залив на Бургаския залив) го отделят от рида Росен баир, с който в изворната област на двете реки (при село Росен) се свързва чрез ниска седловина. На изток се спуска към бреговете на Черно море.
Най-високата му точка връх Бакърлъка (376,2 м) се издига в северната му част. Изграден е от андезити, туфити, туфобрекчи и плутонични скали. В северната му част има находище на медна руда, познато още от дълбока древност. Климатът е умереноконтинентален с черноморско влияние. Отводнява се от малки реки и дерета. Почвите са излужени канелени горски. Билото и склоновете му са обрасли с гори от дъб, габър и липа.
По източното и западното му подножие са разположени 4 села: Атия и Равадиново по източното, Росен и Веселие по западното подножие.
През рида и по част от подножията му преминават участъци от 2 пътя от Държавната пътна мрежа:
- През северната му част, на протежение от 2,5 км и по югоизточното му подножие, на протежение от 4 км преминава участък от второкласен път № 99 Бургас – Приморско – Царево – Малко Търново;
- По цялото му западно подножие, на протежение от 15 км – участък от третокласен път № 992 Атия – Ясна поляна – Приморско.

Югоизточната част от рида (долината на река Ропотамо) попада в природния резерват „Ропотамо“, а най-северната му част е заета от лесопарка „Росенец“ (Отманлии).
По всички върхове на рида – от север на юг Атия, Бакърлък, Лободово кале, Малкото кале, има останки от тракийски крепости, градени от ломен камък без спойка. Методични разкопки са правени единствено на Малкото кале в периода 1973 – 77 г.

## Топографска карта
- Лист от карта K-35-56. Мащаб: 1 : 100 000.
- Лист от карта K-35-68. Мащаб: 1 : 100 000.